# Одерцо
Оде́рцо (итал. Oderzo [o'dɛrʦo], вен. Oderso, лат. Opitergium) — коммуна в Италии, располагается в провинции Тревизо области Венеция.
Население составляет 19 006 человек (на 2005 г.), плотность населения составляет 453 чел./км². Занимает площадь 42 км². Почтовый индекс — 31046. Телефонный код — 0422.
Покровителем населённого пункта считается Тициан из Одерцо. Праздник ежегодно отмечается 16 января.